# Хамидов, Азиз Хакимович
Азиз Хакимович Хамидов — советский хозяйственный, государственный и политический деятель.

## Биография
Родился в 1918 году в кишлаке Катаган-Сарай. Член КПСС с 1940 года.
С 1940 года — на хозяйственной, общественной и политической работе. В 1940—1986 гг. — монтёр-монтажник на АктепеГЭСстрое, дежурный инженер на Комсомольской ГЭС им. Логинова, инструктор ЦК КП Узбекистана, парторг на строительстве Фархадской ГЭС, первый секретарь ЦК ЛКСМ Узбекистана, помощник первого секретаря ЦК КП Узбекистана, первый секретарь Андижанского горкома КП Узбекистана, заведующий отделом промышленности, транспорта и связи Совета Министров УзССР, управляющий Ташэнерго, Узбекэнерго, министр энергетики и электрификации Узбекской ССР.
Избирался депутатом Верховного Совета Узбекской ССР 2-го, 3-го, 6-го, 7-го, 8-го, 9-го, 10-го созывов.
Умер в Ташкенте в 1997 году.

## Сочинения
- Хамидов, Азиз Хакимович. Энергетика Узбекистана и перспективы её развития [Текст] / Канд. техн. наук А. X. Хамидов ; М-во энергетики и электрификации СССР. — Москва : Информэнерго, 1969. — 71 с. : ил.; 22 см.
- Хамидов, Азиз Хакимович. Энергетика Советского Узбекистана / Азиз Хакимович Хамидов. — Ташкент : о-во «Знание» УзССР, 1982. — 24 с.; 20 см.
- Хамидов, Азиз Хакимович. Потери электроэнергии в низковольтных сетях : Разраб. уточн. и доступ. методов расчета потерь, рекомендации по их уменьшению / А. Хамидов, Н. Ганиходжаев. — Ташкент : Узбекистан, 1984. — 160 с. : ил.; 20 см.
- Хамидов, Азиз Хакимович. Воплощение ленинских идей электрификации в Узбекистане / А. Х. Хамидов. — Ташкент : Узбекистан, 1980. — 101 с. ил. 20 см.